# Чоловік і дружина
«Чоловік і дружина» (англ. Man and Wife) — американська драма режисера Джона Л. МакКатчена 1923 року.

## У ролях
- Моріс Костелло — Калеб Перкінс
- Гледіс Леслі — Доллі Перкінс
- Норма Ширер — Дора Перкінс
- Една Мей Спунер — місіс Перкінс
- Роберт Елліотт — доктор Говард Флемінг
- Ернест Гілліард — Волтер Пауелл